# Atalaya de Cónchar
La Atalaya de Cónchar, o Torre de Cónchar, es una torre óptica de época nazarí, situada en la carretera entre las localidades de Cónchar y Cozvíjar, pertenecientes al municipio de Villamena (provincia de Granada, España).
Cartográficamente su localización en MME, a escala 1/50.000, se encuentra en la hoja 1.041, cuadrícula 446-447/4093-4094.

## Descripción
Se trata de una torre de planta circular y troncocónica, con obra de mampostería, con altura actual de 6,5 m. Conserva parte del enfoscado exterior. Dispone de dos huecos obrados en ladrillo, uno de ellos posiblemente una puerta-ventana, y el segundo una tronera o saetera, con forma abocinada.

## Datación
La datación realizada por los arqueólogos es genérica, de época nazarí, y parece formar parte del sistema defensivo del Valle de Lecrín. Desde esta torre vigía se puede contactar visualmente con el Castillo de Dúrcal y la Torre de Marchena, además de con la Atalaya de Saleres, que es la que controla el conjunto del valle.

## Galería fotográfica

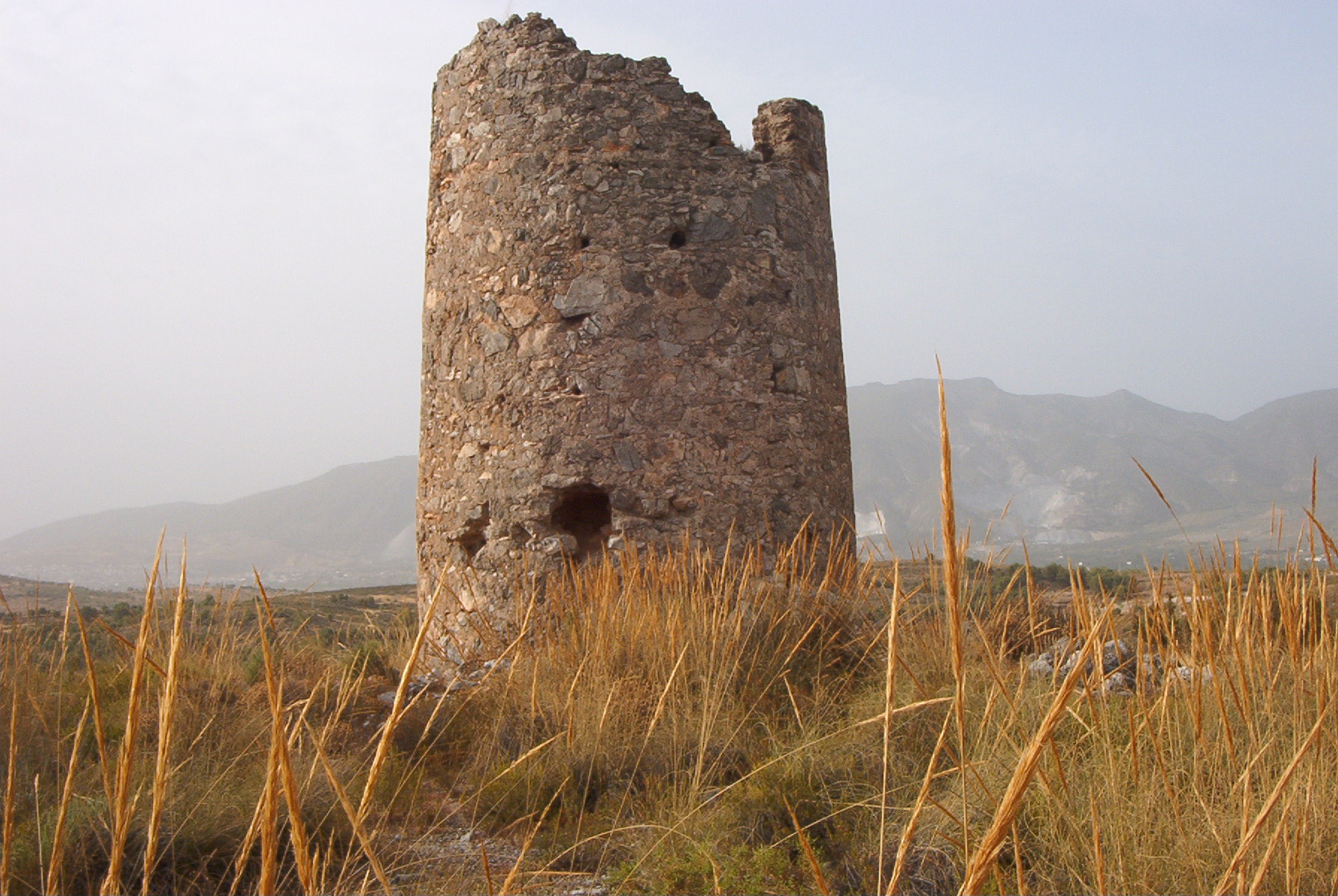
Atalaya de Cónchar
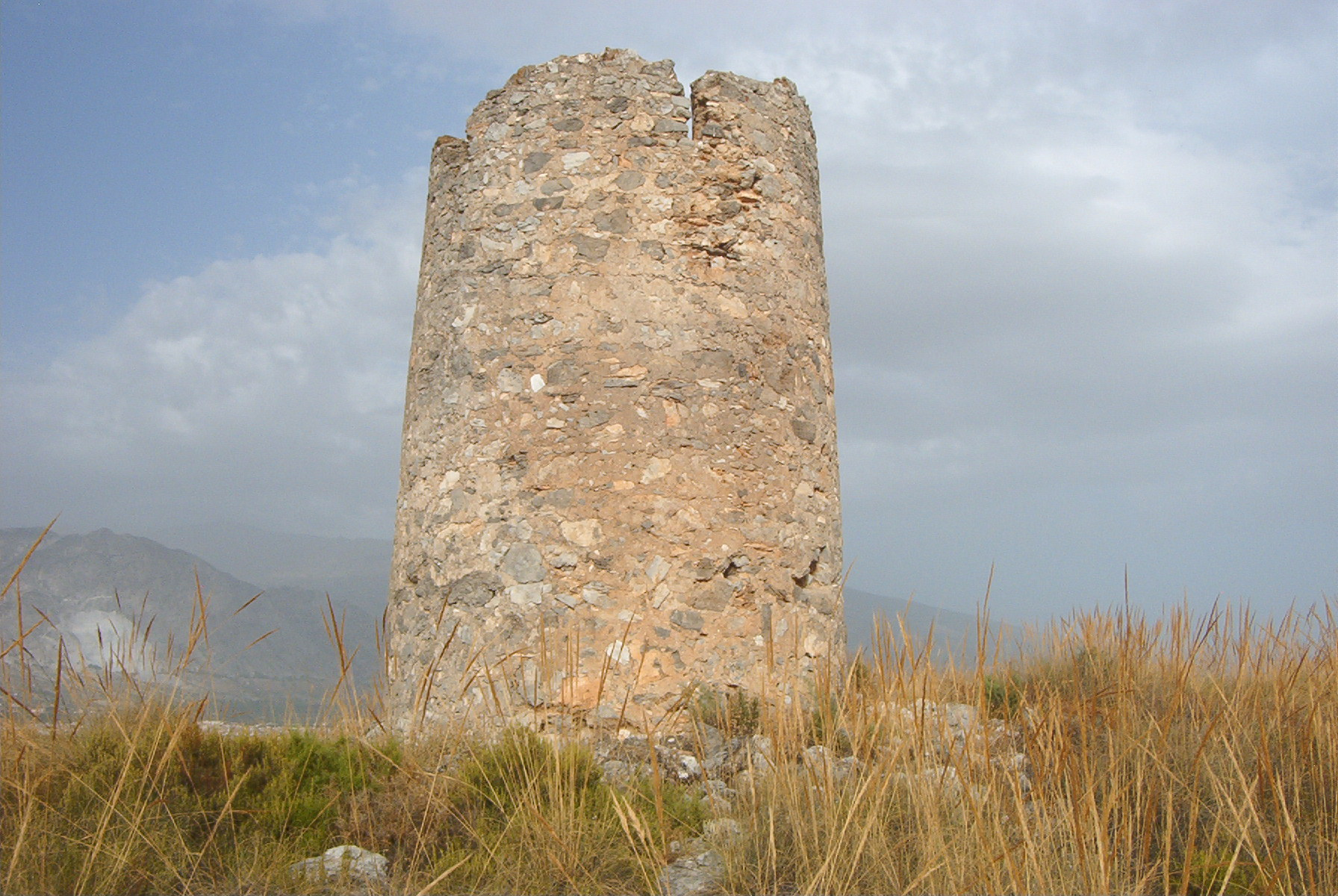
Atalaya de Cónchar

- Datos: Q43163013
- Multimedia: Torre de Cónchar / Q43163013